# Siebenbürgisches Perlgras
Das Siebenbürgische Perlgras (Melica transsilvanica) ist eine Art aus Gattung der Perlgräser (Melica) und gehört zur Familie der Süßgräser.

## Beschreibung

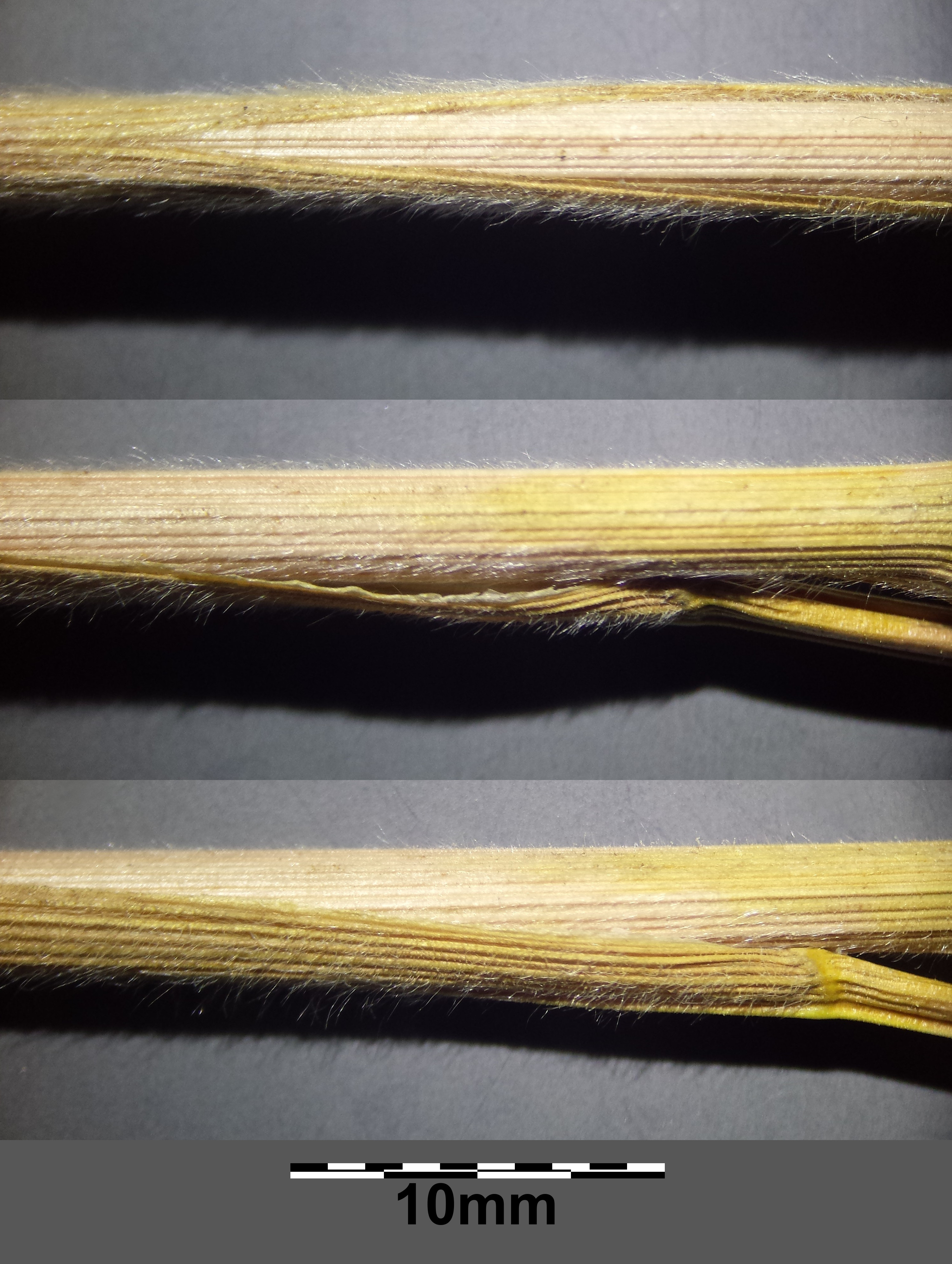
Die Laubblattscheiden sind dicht behaart.

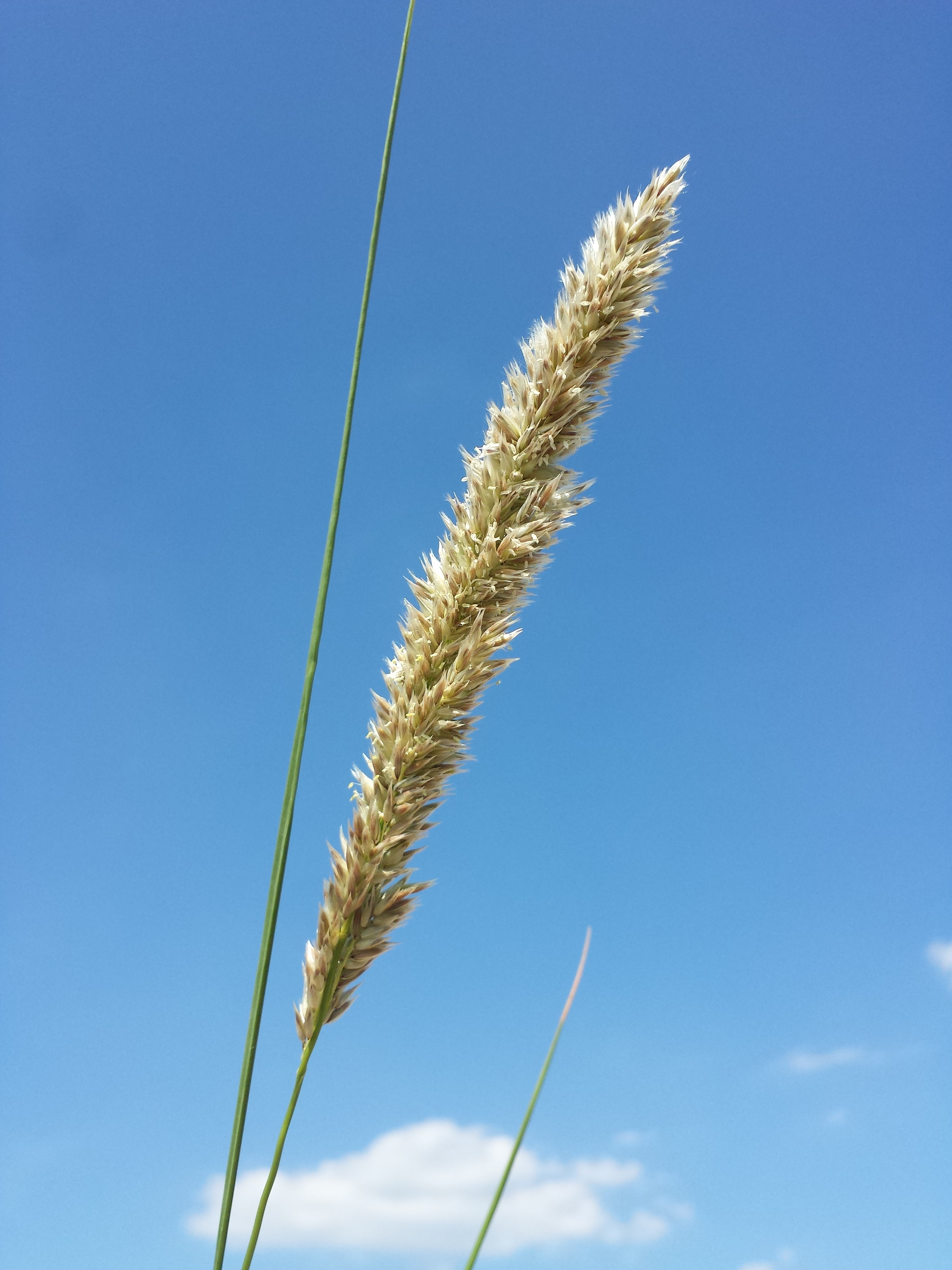
Ährenrispe

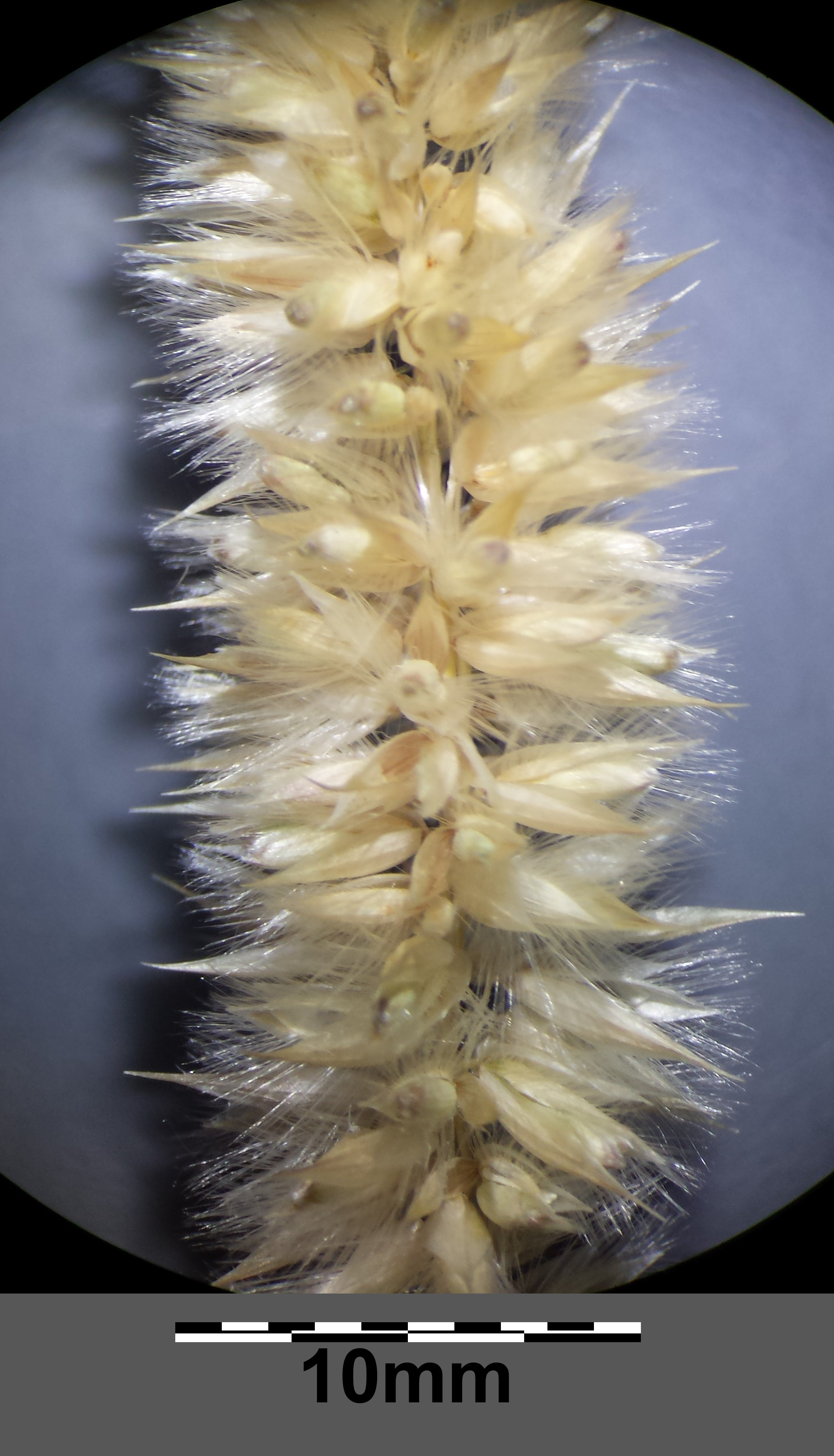
Ährenrispe: die Ährchen stehen dicht und verdecken die Rispenachse.

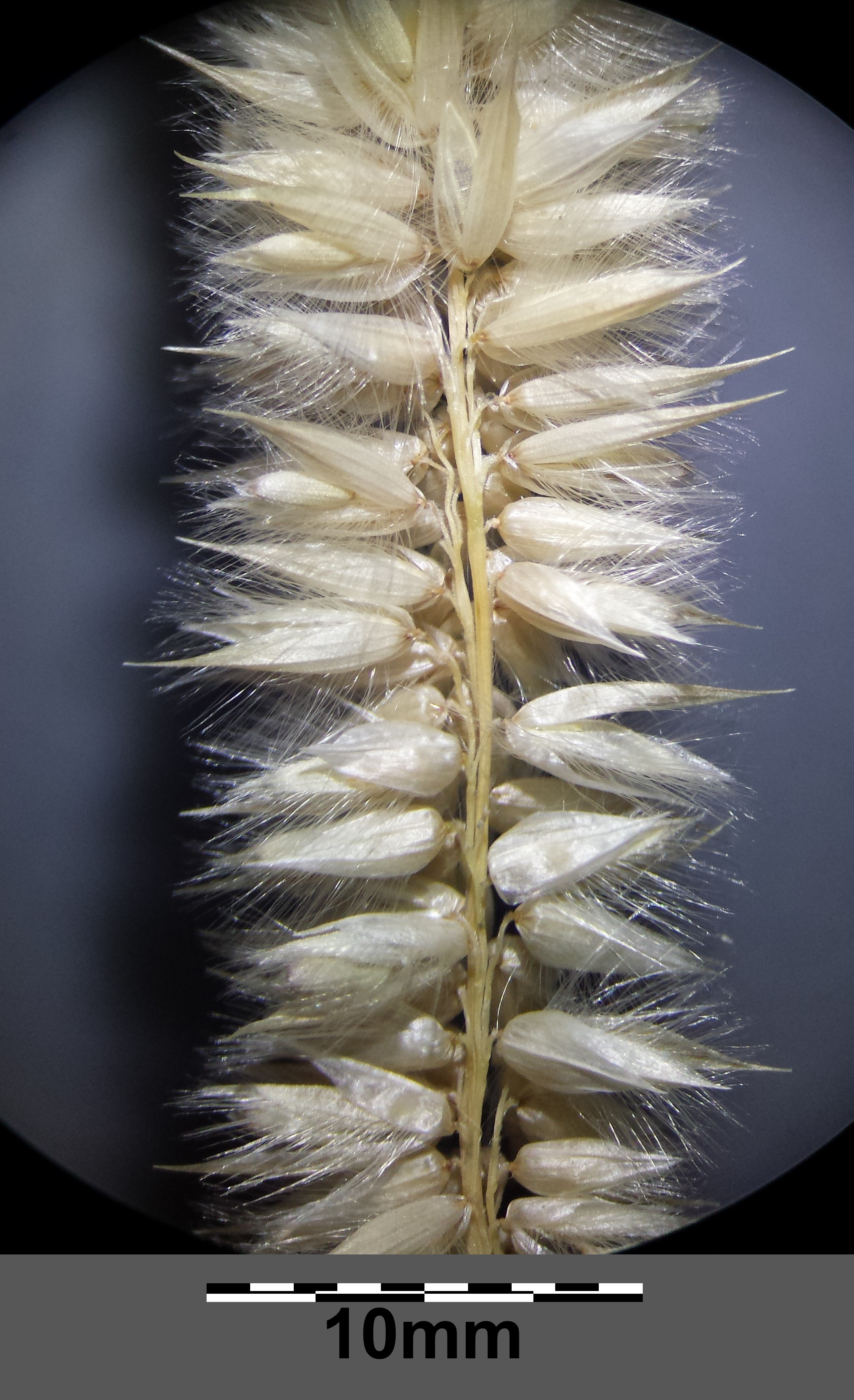
Ährenrispe (Ausschnitt – vordere Ährchen entfernt). Die Deckspelzen sind dicht behaart.

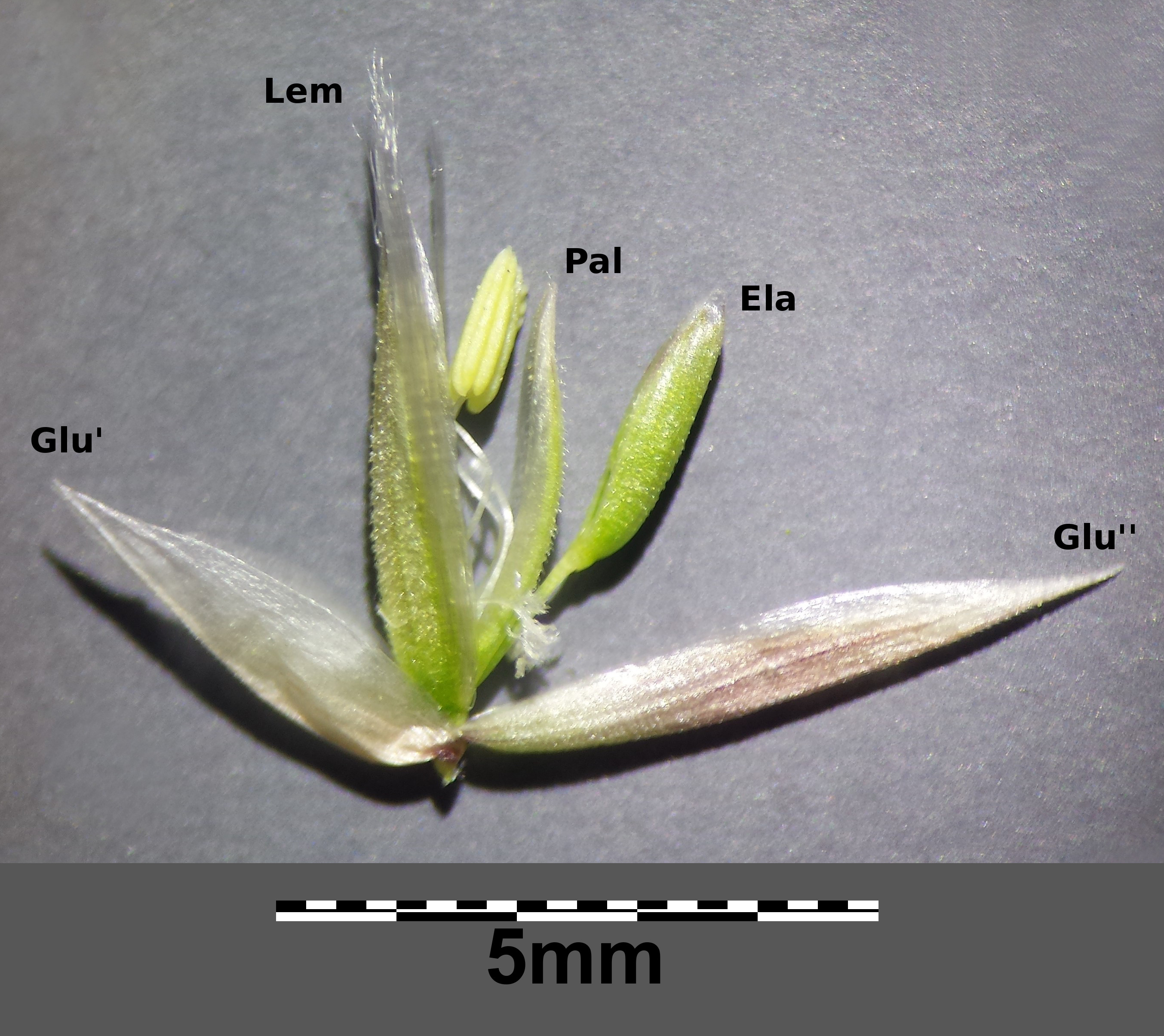
Ährchen mit Hüllspelzen (Glu), fertiler Blüte eingehüllt in Deckspelze (Lem), Vorspelze (Pal) und Elaiosom (Ela). Die untere Hüllspelze ist nur ⅓-⅔ so lang wie die obere.

### Vegetative Merkmale
Das Siebenbürgische Perlgras ist ein ausdauerndes, Horste bildendes Gras. Es wird 50 bis 90 cm hoch und seine Halme sind meist bogig überhängend. Jeder Halm umfasst 3 bis 7 Knoten; die unteren Blattscheiden sind meist dicht und lang behaart, die oberen kahl. Das Blatthäutchen ist ein 2 bis 4 mm langer häutiger zugespitzter Saum. Die Blätter sind meist flach ausgebreitet, sie sind 2 bis 5 mm breit und unterseits deutlich gekielt durch die hervortretende Mittelrippe.

### Generative Merkmale
Die Blütenrispe ist 5 bis 8 cm lang und 1 bis 2 cm breit; sie ist dicht und ihre Hauptachse ist durch die zahlreichen, 12 bis 25 (bis 50) Ährchen verdeckt (Unterschied zu Melica ciliata). Unterhalb der Rispe befinden sich zwei bis drei oft mit einer Schuppe versehene Knoten. Das Ährchen besteht aus ein bis zwei fertilen und zwei bis drei sterilen Blütchen, es ist 5,5 bis 7 (bis 8) Millimeter lang.
Die Hüllspelzen sind ungleich; sie sind kahl und in der oberen Hälfte violett überlaufen. Die untere ist 3,5 bis 5 Millimeter lang, die obere ist 5,5 bis 7,5 Millimeter lang. Die Deckspelze des untersten Blütchens ist auf dem Rücken kahl, aber am Rand mit 3 bis 4 mm langen Wimpern besetzt; sie ist gelbgrün und an der Spitze oft braunrot oder violett und 5,5 bis 6,5 Millimeter lang. Die Vorspelze des untersten Blütchens ist 3,5 bis 4,5 Millimeter lang und zweispitzig. Die Staubbeutel sind 1,1 bis 1,6 Millimeter lang.
Die Chromosomenzahl der Art beträgt 2n = 18.
Das Siebenbürgische Perlgras blüht zwischen Juni und Juli und hier etwa zwei Wochen später als das ähnliche Wimper-Perlgras (Melica ciliata).

## Vorkommen
Das Verbreitungsgebiet liegt in Europa in Mittel- und Osteuropa, es reicht westlich bis Frankreich. In Asien reicht es östlich bis zum Ural, dem Kaukasus, Ostsibirien, der Mongolei und südlich bis zur Türkei und dem Iran. Die Art kommt in Mitteleuropa meist selten vor und steigt von der Ebene bis etwa 1680 Meter (Unterengadin: Ftan) auf.
Das Siebenbürgische Perlgras gedeiht auf sommerwarmen, trockenen, basenreichen Steinböden, gern auf Muschelkalk und wächst in ruderalen Halbtrockenrasen (Quecken-Trockenrasen) oder in Saumgesellschaften lichter Gebüsche. Es ist in Mitteleuropa eine Kennart des Melico-transsilvanicae-Agropyretum (Convolvulo-Agropyrion), kommt aber auch in Gesellschaften der Verbände Geranion sanguinei oder Alliarion vor.
Die ökologischen Zeigerwerte nach Landolt et al. 2010 sind in der Schweiz: Feuchtezahl F = 1 (sehr trocken), Lichtzahl L = 4 (hell), Reaktionszahl R = 4 (neutral bis basisch), Temperaturzahl T = 4 (kollin), Nährstoffzahl N = 2 (nährstoffarm), Kontinentalitätszahl K = 5 (kontinental).

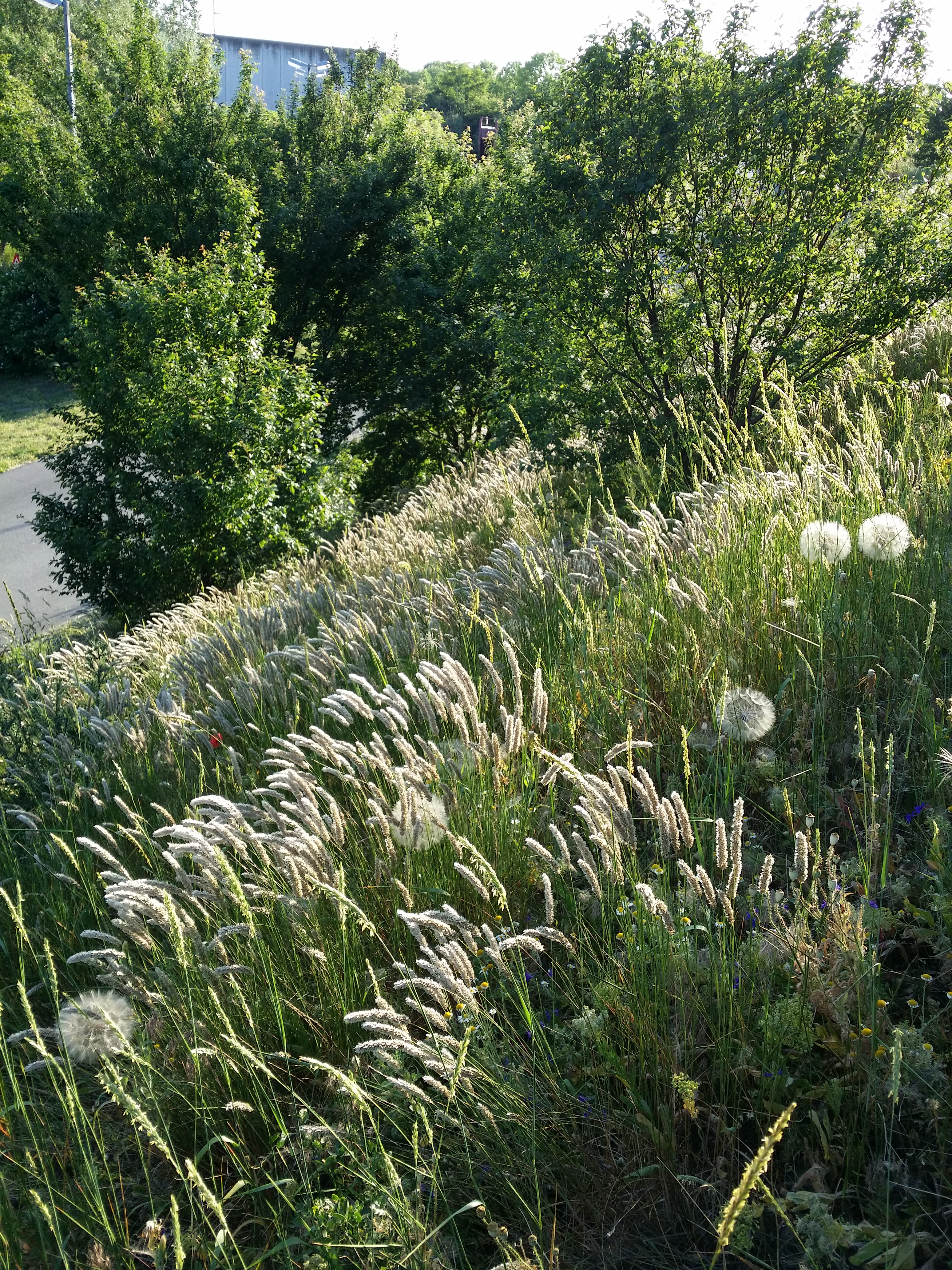
Bestand von Melica transsilvanica subsp. transilvanica

## Taxonomie und Systematik
Das Siebenbürgische Perlgras wurde 1853 von Philipp Johann Ferdinand Schur in Verhandlungen und Mittheilungen (Mitteilungen) des Siebenbürgischen Vereins für Naturwissenschaften zu Hermannstadt Band 4, S. 86 als Melica transsilvanica erstbeschrieben. Ein Synonym ist Melica ciliata subsp. transsilvanica (Schur) Husn.
Man kann 2 Unterarten unterscheiden:
- Melica transsilvanica subsp. transsilvanica
- Melica transsilvanica subsp. klokovii Tzvelev: Sie kommt in Korsika, Sizilien, Malta, Kroatien, Bosnien-Herzegowina, Montenegro, Nordmazedonien, Albanien, Griechenland, in der Ägäis, auf Kreta, Bulgarien, in der Ukraine, Moldau und in der Türkei vor.[5]

## Etymologie
Das Siebenbürgische Perlgras, auch Siebenbürgener Perlgras genannt, wurde zuerst von dem deutsch-österreichischen Botaniker Ferdinand Schur im Jahr 1866 in seiner Aufzählung der Pflanzen Siebenbürgens (heute Rumänien) als Art beschrieben und von dem ähnlichen Wimper-Perlgras (Melica ciliata) unterschieden. Siebenbürgen heißt lateinisch Transsilvania und daher stammt auch die lateinische Artbezeichnung.